# パラッツォーロ・デッロ・ステッラ
パラッツォーロ・デッロ・ステッラ（伊: Palazzolo dello Stella）は、イタリア共和国フリウリ＝ヴェネツィア・ジュリア州ウーディネ県にある、人口約2,800人の基礎自治体（コムーネ）。

## 地理

### 位置・広がり

#### 隣接コムーネ
隣接するコムーネは以下の通り。
- ラティザーナ
- マラーノ・ラグナーレ
- ムッツァーナ・デル・トゥルニャーノ
- ポチェニーア
- プレチェニッコ
- リヴィニャーノ・テオール
- ロンキス

### 気候分類・地震分類
パラッツォーロ・デッロ・ステッラにおけるイタリアの気候分類 (it) および度日は、zona E, 2399 GGである。
また、イタリアの地震リスク階級 (it) では、zona 3 (sismicità bassa) に分類される。

## 行政

### 分離集落
パラッツォーロ・デッロ・ステッラには、以下の分離集落（フラツィオーネ）がある。
- Modeano, Piancada, La Fraida

## 姉妹都市
- Gratkorn、オーストリア